# Luiz Antonio Simas
Luiz Antônio Simas (Rio de Janeiro, 2 de novembro de 1967) é escritor, professor, historiador, compositor brasileiro, babalaô no culto de Ifá. Autor de mais de dezenove livros sobre cultura brasileira, história social, filosofia popular e religiosidades, tem diversas canções gravadas e artigos publicados em jornais e revistas.

## Biografia
Professor de História, é mestre em História Social pela Universidade Federal do Rio de Janeiro. Dedica-se a pesquisar a cultura afrodiaspórica carioca, como as escolas de samba e os terreiros das religiões de matriz africana. Em sua obra procura resgatar a memória oral da cidade, especialmente da população marginalizada.
Simas já trabalhou como consultor de acervo da área de Música de Carnaval do Museu da Imagem e do Som do Rio de Janeiro  e recebeu, em 2014, por serviços prestados à cultura do Rio de Janeiro, medalhas conferidas pela Câmara Municipal. Atua desde 2013 como jurado do Estandarte de Ouro, a maior premiação do Carnaval carioca. Foi colunista dos jornais O Dia e O Globo, além de publicar ensaios em publicações como a revista Cult.
Em 2016, Nei Lopes e Luiz Antonio Simas, autores do Dicionário da História Social do Samba, foram reconhecidos com o 65º Prêmio Jabuti (categoria Teoria/Crítica Literária, Dicionários e Gramáticas), a mais importante premiação do mercado editorial brasileiro. Suas composições já foram gravadas por artistas como Lucio Sanfilippo, Fabiana Cozza, Jéssica Ellen, Marcelo D2, Rita Benneditto entre outros.
Possui variadas iniciativas de aulas públicas, realizadas ao ar livre e em espaços de sociabilidade como praças, coretos e botequins (são exemplos os projetos "Ágoras Cariocas" e "Coretos - A História na rua" e as aulas e cursos no Bar Madrid, na Tijuca, e no Al Farabi, no Centro).
Em 2023, foi homenageado pela escola de samba Acadêmicos da Abolição com o enredo "Bato tambor, logo existo. Luiz Antonio Simas: a essência e resistência da rua". Com este desfile, a escola foi a 12ª colocada na Série Prata. No mesmo ano, foi aprovada no plenário da Alerj sua condecoração com a Medalha Tiradentes, a mais alta comenda do estado do Rio de Janeiro.
Simas é um dos autores do samba-enredo da Unidos da Tijuca para o carnaval de 2025, que homenageia Logun-Edé.

## Obras
- 2007 - O Vidente Míope, com Cássio Loredano (Folha Seca)
- 2010 - Samba de Enredo: História e Arte, com Alberto Mussa (Civilização Brasileira)
- 2012 - Portela - Tantas Páginas Belas (Verso Brasil Editora)
- 2013 - Pedrinhas Miudinhas: ensaios sobre ruas, aldeias e terreiros (Mórula)
- 2014 - As titias da folia: o brilho maduro de escolas de samba de alta idade, co-autoria com Fábio Fabato, Vinícius Natal, Julio Cesar Farias e Marcelo Camões (Nova Terra)[13]
- 2015 - Pra tudo Começar na Quinta-Feira, com Fábio Fabato (Mórula)[14]
- 2015 - Dicionário de História Social do Samba, com Nei Lopes (Civilização Brasileira)
- 2015 - O meu lugar, organização com Marcelo Moutinho (Mórula)
- 2016 - As matriarcas da avenida: quatro grandes escolas que revolucionaram o maior show da Terra, co-autoria com Fábio Fabato, Gustavo Gasparani, João Gustavo Melo e Luis Carlos Magalhães (Nova Terra)
- 2017 - Ode a Mauro Shampoo e outras histórias da várzea (Mórula)[15]
- 2017 - Coisas Nossas (José Olympio)
- 2018 - Fogo no mato: a ciência encantada das macumbas, com Luiz Rufino (Mórula)
- 2018 - Princípio do infinito: um perfil de Luiz Carlos da Vila, com Diogo Cunha (Numa)
- 2018 - Almanaque brasilidades: um inventário do Brasil popular, com ilustrações de Mateu Velasco (Bazar do Tempo)
- 2018 - Guerreiro, com fotos de Cesar Fraga
- 2019 - Flecha no tempo, com Luiz Rufino (Editora Mórula)
- 2019 - O corpo encantado das ruas (Civilização Brasileira)
- 2020 - Filosofias Africanas: uma introdução, com Nei Lopes (Civilização Brasileira)
- 2020 - Arruaças: uma filosofia popular brasileira, com Luiz Rufino e Rafael Haddock-Lobo (Bazar do Tempo)
- 2021 - Maracanã: quando a cidade era terreiro (Mórula)
- 2021 - Umbanda: uma história do Brasil (Civilização Brasileira)
- 2022 - Santos de casa: fé, crenças e festas de cada dia (Bazar do Tempo)
- 2022 - Sonetos de biroscas e poemas de terreiro (José Olympio)
- 2023 - Crônicas exuísticas e estilhaços pelintras (Civilização Brasileira)

## Prêmios
| Ano  | Trabalho                                                               | Prêmio                 | Categoria                                          | Resultado | Ref.   |
| ---- | ---------------------------------------------------------------------- | ---------------------- | -------------------------------------------------- | --------- | ------ |
| 2014 | As titias da folia — O brilho maduro de escolas de samba de alta idade | Prêmio Edison Carneiro | Melhor livro de não ficção                         | Venceu    | [ 16 ] |
| 2015 | Dicionário de História Social do Samba (com Nei Lopes)                 | 58.º Prêmio Jabuti     | Teoria/Crítica Literária, Dicionários e Gramáticas | Venceu    | [ 17 ] |

## Honrarias
- 2014 - Comenda Pedro Ernesto (Câmara Municipal do Rio de Janeiro), por serviços prestados à cultura do Rio de Janeiro[18]